# فرناندو منگازو
فرناندو منگازو هافبک اهل برزیل است که در شهر آنیتا گاریبالدی و در تاریخ ۳ مهٔ ۱۹۸۱ به دنیا آمده‌است.
فرناندو منگازو در تیم‌های فوتبال ژوونتود ،Grêmio،سیه‌نا،کاتانیا، بوردو و الشباب عربستان سعودی سابقهٔ حضور دارد. این بازیکن همچنین در سال، ۲۰۰۳ – ۲۰۰۷  ۸ بار برای، تیم ملی فوتبال برزیل به میدان رفته‌ است 